# Naji Nahas
Naji Robert Nahas (Líbano, 3 de novembro de 1947) é um empresário libanês criado no Egito e radicado no Brasil desde 1969. Atua como comitente de grande porte na área de investimentos e especulação financeira. Chegou ao Brasil com cinquenta milhões de dólares para investir e montou um conglomerado de empresas que incluía fábricas, fazendas de produção de coelhos, banco, seguradora e outros. Tornou-se nacionalmente conhecido depois de ter sido acusado como responsável pela quebra da Bolsa de Valores do Rio de Janeiro em 1989.

## Quebra da Bolsa de Valores do Rio de Janeiro
De acordo com reportagem da revista Veja, Nahas tomava emprestado de bancos e aplicava na bolsa de valores, fazendo negócios consigo mesmo por meio de laranjas e corretores, inflando as cotações. Ante grandes valorizações de ações, os bancos pararam de lhe emprestar, causando quebra em cascata na Bolsa de Valores do Rio de Janeiro, que nunca se recuperou totalmente. Após todos os processos referentes a este caso terem sido julgados, foi absolvido de todas as acusações.
A acusação que pesou contra Nahas arguia que a quebra da Bolsa de Valores do Rio de Janeiro se deu devido a utilização de empréstimo de ações, pagas com empréstimos em bancos (entretanto negociava as ações (a pagar em D+N) e vendidas antes de pagá-las a um preço mais interessante. Alegou-se em sua defesa que este seria um mecanismo corrente na época, utilizado por inúmeros grandes investidores. A quebra teria se dado, segundo Nahas, devido ao corte nos financiamentos costumeiramente concedidos ao investidor, determinado pelo então presidente do Conselho Administrativo da Bovespa, Eduardo Rocha Azevedo, para sanear o mercado financeiro e de ações.
Segundo Nahas, a crise das bolsas de 1989 ocorreu pela mudança nas regras de negociações de ações pelo presidente da Bolsa, efetuada sob influência de considerações de moralidade e transparência do mercado acionário. Esta opinião foi compartilhada na época por vários economistas de peso como Delfim Netto, Mário Henrique Simonsen e outros que testemunharam a favor de Naji Nahas. Após poucas semanas, a bolsa voltou aos níveis anteriores à quebra, provando, segundo estes economistas, que tudo não passou de uma grande manipulação do mercado. Segundo a revista ISTOÉ Dinheiro, Nahas foi inocentado deste processo em 2004.
No entanto, segundo Rocha Azevedo e os diretores da Bovespa (atual B3) de então, as alegações de Nahas não passam de negação de operador que evita assumir responsabilidade pelos seus atos, uma vez que desde 1983, a diretoria da Bovespa advertia Nahas que a entidade não poderia assumir o risco de exposição de ter um único especulador como responsável pela maioria do volume de seus negócios, aconselhando ao mesmo que este diminuísse paulatinamente suas posições para não sofrer sanções no futuro. Ainda assim, Nahas seguiu atuando da mesma maneira chegando em determinado momento a ser responsável por 80% dos negócios na bolsa paulista. Em 1985, através de uma brecha no regulamento, a Bovespa conseguiu obrigar que a transferência dos papéis negociados por Nahas só caísse em seu nome após a compensação de seus cheques, jogando a cobrança diretamente nas corretoras que o financiavam, eliminando assim sua vantagem de arbitragem temporal somada à extrema alavancagem.
Nahas preferiu não se adaptar, simplesmente transferindo seu estilo operacional para a Bolsa do Rio que, ansiosa por retomar a liderança no volume de negócios nos mercados nacional e latino-americano, não deu ouvidos aos perigos da exposição representada pelo acúmulo da maioria dos negócios na mão de um único intermediário extremamente alavancado.
Assim, sem uma adequação aos riscos por parte da Bolsa no Rio nem intervenção das autoridades monetárias, o perigo de contágio em outras praças nacionais representado pela continuidade de tal exposição fazia com que a tentativa de defesa em relação a tal contágio por parte de outras praças, em especial da paulista, tornasse a ocorrência de um colapso na Bolsa do Rio apenas uma questão de tempo. E tal acabou ocorrendo em junho de 1989, evento do qual a entidade carioca nunca mais se recuperou.

## Prisão
A Polícia Federal prendeu, por ordem decretada pelo juiz federal Fausto de Sanctis, da 6ª Vara Federal Criminal de São Paulo especializada em crimes financeiros e lavagem de dinheiro, no dia 8 de julho de 2008, o empresário Naji Nahas numa operação denominada Satiagraha (palavra que significa resistência pacífica e silenciosa), que foi uma operação contra o desvio de verbas públicas, a corrupção e a lavagem de dinheiro (em Portugal branqueamento de capitais). Nahas foi preso em sua residência na manhã do dia 8. Segundo os advogados dos acusados a prisão seria "arbitrária e desnecessária"
Na Operação Satiagraha, executada nos estados do Rio de Janeiro, São Paulo, Bahia e em Brasília, foram presos além de Nahas o banqueiro Daniel Dantas, dono do grupo Opportunity, sua irmã Verônica e seu ex-cunhado e dirigente do OPP, Carlos Rodenburg, o diretor Arthur de Carvalho, o presidente do grupo Opportunity, Dório Ferman, a diretora jurídica Daniele Silbergleid Ninio; a advogada Maria Amália Coutrim; e o funcionário Rodrigo Bhering e o ex-prefeito de São Paulo Celso Pitta
De acordo com a Polícia Federal essas prisões são o resultado de investigações iniciadas há cerca de quatro anos, e a operação Satiagraha é um desdobramento das investigações do escândalo do mensalão. O procurador da República Rodrigo de Grandis esclareceu que Daniel Dantas e Naji Nahas comandavam duas organizações distintas, porém ambas voltadas a crimes no mercado financeiro. Todos os que foram presos no Rio de Janeiro foram transferidos para São Paulo.. Gravações telefônicas realizadas pela Polícia Federal flagraram Nahas orientando o seu operador de bolsa a comprar ações da Petrobras uma semana antes do anúncio da descoberta do mega-campo de Carioca, entre os dias 7 e 8 de abril deste ano, apesar de os papéis estarem em queda, como alertava seu interlocutor. Apesar de não apresentar nenhuma prova apoiando esta acusação, o delegado do caso intuiu que esta sugestão de compra seria baseada em informação privilegiada. A mesma intuição foi base para outra acusação, também sem provas: a de informação privilegiada sobre a taxa de juros do Banco Central dos Estados Unidos. Esta última ilação foi amplamente rebatida e tida como impossível por renomados economistas. O uso de informações privilegiadas configura crime, previsto no artigo 27-D da lei 6.385/ 1976, que prevê pena de 1 a 5 anos de prisão e multa de até três vezes a vantagem (lucro) obtida com o dado.

## Desocupação do Pinheirinho
No dia 22 de janeiro de 2012, a Polícia Militar do Estado de São Paulo e a Guarda Municipal de São José dos Campos cumpriram ordem judicial de reintegração de posse da região conhecida como Pinheirinho, em São José dos Campos, invadida havia oito anos por cerca de 1500 famílias. Segundo o ex-delegado da Polícia Federal e deputado federal Protógenes Queiroz, Naji Nahas foi um direto interessado na desocupação da área devido ao investidor ser credor da massa falida da empresa proprietária do terreno.